# Prionovolva
Prionovolva is een geslacht van weekdieren uit de klasse van de Gastropoda (slakken).

## Soorten
- Prionovolva brevis (G. B. Sowerby I, 1828)
- Prionovolva choshiensis (Cate, 1973)
- Prionovolva freemani Liltved & Millard, 1994
- Prionovolva melonis Rosenberg, 2010